# Johann Hilten
Johann Hilten, auch Johannes Herwich (* um 1425 in Ilten; † um 1500/1502 in Eisenach) war ein deutscher Franziskaner.

## Leben
Johannes Hilten studierte von 1444 bis 1447 Theologie und Philosophie an der Universität Erfurt und trat dann in den Franziskanerkonvent in Magdeburg ein, der zur Sächsischen Franziskanerprovinz (Saxonia) gehörte. 1463 wurde er nach Riga in Livland entsandt und geriet nach seiner Entsendung nach Dorpat im Jahre 1473 verstärkt mit den Ordensoberen in Konflikt. Im Jahre 1477 wurde ihm wegen der Verbreitung von Häresien der Prozess gemacht, und Hilten wurde in die Konvente nach Weimar und  Eisenach geschickt und in Klosterhaft genommen. Um 1500 oder 1502 starb er in Eisenach, wahrscheinlich an Hunger.

## Wirken
Johann Hilten war ein Kritiker des Christentums seiner Zeit, das er als verweltlicht ansah. Um 1485 verfasste er einen Danielkommentar, auf den unter anderem Melanchthon verwies. Wegen seiner Prophezeiung, 1516 werde „ein anderer Mann, ein Gegner des Mönchtums“ kommen, um die Kirche zu reformieren, wurde er von Melanchthon in dessen Verzeichnis der Propheten der Reformation aufgenommen. Nicht belegt ist, dass Martin Luther Johann Hilten persönlich gekannt habe. Tatsächlich geriet Hilten eher wegen seiner endzeitlichen Vorhersagungen mit den Oberen in Konflikt; er sagte für 1600 die Unterwerfung Deutschlands durch die Türken und für 1651 das Ende der Welt vorher.